# Laforey-Klasse (1913)
Die Zerstörer der Laforey-Klasse oder ab Oktober 1913 L-Klasse der Royal Navy liefen in den Jahren 1913 bis 1915 vom Stapel. Zwanzig waren unter dem Marinehaushalt von 1912/1913 bestellt worden, zwei im ersten Kriegshaushalt. Sie waren die letzten nach einem Vorkriegsentwurf gebauten Zerstörer der britischen Marine. Noch während des Baues erhielten alle einen mit L beginnenden Namen. Drei Zerstörer der Klasse gingen während des Ersten Weltkriegs verloren. Die übrigen wurden in den Jahren 1921 bis 1923 zum Abbruch verkauft.

## Baugeschichte
Die Laforey-Klasse, die im Oktober 1913 offiziell in L-Klasse umbenannt wurde, war eine Klasse von 20 Zerstörern, die im Haushalt 1912/1913 bestellt wurden und 1913 bis 1914 vom Stapel liefen. Es war die erste Klasse, bei der die 1913 durchgeführte Klassifizierung nach Buchstaben auch in den Schiffsnamen übernommen wurde und so alle am 30. September 1913 einen mit dem Buchstaben L beginnenden Namen erhielten. Nur die ersten sieben waren noch unter ihren ursprünglich vorgesehenen Namen vom Stapel gelaufen. Im ersten Kriegshaushalt wurden noch zwei Zerstörer bei Beardmore nachbestellt, die dann 1915 vom Stapel liefen. Für diese beiden waren, wie für die anderen im Kriegshaushalt georderten Zerstörer, mit M beginnende Namen vorgesehen. Da sie als Nachbauten der L-Klasse ausgeführt wurden, wurden ihre Namen am 15. Februar 1915 geändert.
Die Klasse wurde auf der Grundlage der modifizierten HMS Fortune der Acasta-Klasse (ab September 1913 K-Klasse) mit einem Klipperbug entwickelt. Die Torpedobewaffnung wurde durch die Verwendung zweier Zwillingsrohre verdoppelt. 16 Boote der Klasse hatten drei Schornsteine gleicher Höhe, von denen der mittlere dicker war. Nur die sechs bei White und Yarrow gebauten Boote waren Zweischornsteiner. Die vier von Yarrow & Company in Scotstoun bei Glasgow gelieferten Boote (Lark, Linnet, Laverock, Landrail), die bei Fairfield gebauten Lawford und Louis sowie das letzte Boot von Beardmore, die Lochinvar, wurden von Brown-Curtis-Turbinen angetrieben, während die anderen Parsons-Turbinen erhielten. Die bei der Parsons Marine Steam Turbine Company bestellten Leonidas und Lucifer erhielten erstmals zur Erprobung vollautomatische Getriebeturbinen. Die Rümpfe dieser beiden Boote stellte die Werft Palmers Shipbuilding and Iron Company in Jarrow als Zulieferer her.

## Einsatz
Die ab März 1914 in den Dienst kommenden Zerstörer der Klasse wurden der 3. Zerstörerflottille in Harwich zugewiesen, deren Führerschiff die HMS Amphion war.

### Versenkung derKönigin Luise

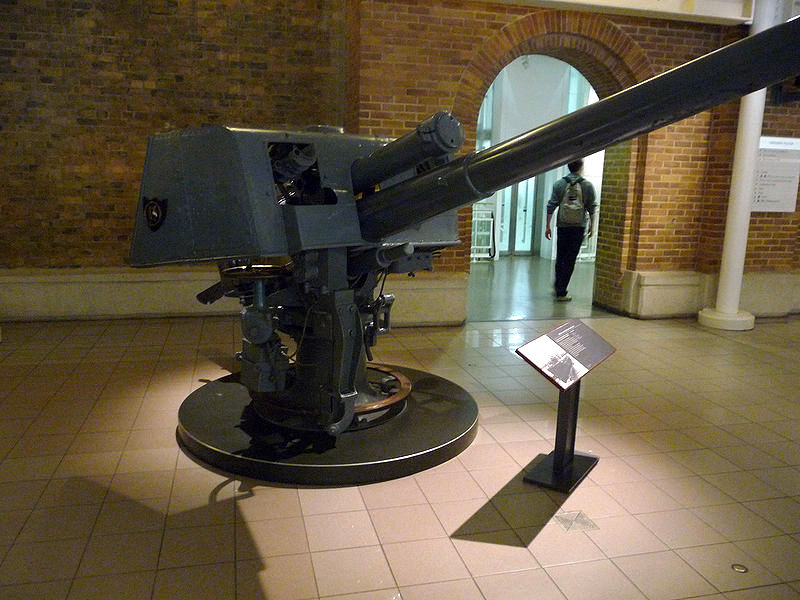
Geschütz der Lance, das den ersten Schuss der Royal Navy im Ersten Weltkrieg abgegeben haben soll

Am Nachmittag des 5. August 1914 lief die Amphion unter Captain Cecil H. Fox mit der 3. Zerstörerflottille aus, nachdem ein Fischdampfer ein verdächtiges Schiff gesichtet hatte, das „Dinge über Bord werfe“. Die Amphion führte die Flottille nach einem vorher geübten Suchplan zur gemeldeten Position. Schon bald wurde das nach Osten laufende Minenschiff Königin Luise entdeckt. Das zum Hilfsminenleger umgebaute ehemalige Seebäderschiff Königin Luise hatte in der Nacht zum 4. August Emden verlassen, um in der Themsemündung Minen zu legen. Die Königin Luise versuchte, vor der Flottille wegzulaufen, was den Verdacht erhärtete, so dass vier Zerstörer, darunter HMS Lance und HMS Landrail, ihre Verfolgung aufnahmen. Die ersten Schüsse der Royal Navy im Ersten Weltkrieg gegen ein feindliches Schiff wurden von der Lance gegen 10:30 Uhr auf die Königin Luise abgegeben. Nachdem weitere Zerstörer und die Amphion etliche Treffer erzielt hatten und ohne Chance, in neutrale Gewässer zu entfliehen oder sich mit ihren zwei Revolverkanonen zu verteidigen, versenkte der deutsche Kommandant sein Schiff durch Öffnen der Seeventile und befahl die Überlebenden in die Rettungsboote. Die Königin Luise sank um 12:22 Uhr brennend auf 51° 52′ N, 2° 30′ O als erstes deutsches Kriegsschiff des Ersten Weltkriegs. Von den britischen Schiffen wurden 46 Mann gerettet; die Zahl der Toten schwankt in den Angaben zwischen 54 und über 100.
Die Amphion lief am 6. August auf dem Rückmarsch nach Harwich um 06:30 Uhr mit 20 kn auf eine der von der Königin Luise während ihrer Flucht abgeworfenen Minen. Die begleitenden Zerstörer versuchten, mit Booten die Besatzung zu übernehmen. Um 07:03 Uhr trieb die Amphion erneut auf eine Mine und ihr Magazin explodierte. Geschosse trafen dabei die HMS Lark und töteten drei gerade gerettete Schiffbrüchige der Amphion, darunter einen der deutschen Gefangenen. Die Amphion sank auf 52° 11′ N, 2° 36′ O innerhalb von 15 Minuten. Bei ihrem Untergang starben etwa 150 britische Seeleute und 18 Überlebende der Königin Luise.

### Seegefecht bei Helgoland
Die am 26. August in Harwich eingetroffene HMS Arethusa wurde sofort im Flottenunternehmen gegen die deutschen Vorpostenlinien eingesetzt, das zum Seegefecht bei Helgoland am 28. August 1914 führte. Der Befehlshaber der Harwich Force, Commodore Reginald Tyrwhitt, lief mit der Arethusa als Flaggschiff und Flottillenführer und 16 modernen Zerstörern der L-Klasse der 3. Flottille am 27. August aus. Gegen 8:00 Uhr am 28. entdeckte die Flottille das deutsche Torpedoboot G 194 auf der erwarteten Position deutscher Schiffe. Bei einer Sichtweite von unter drei Seemeilen lagen die Fearless und die Zerstörer der 1. Flottille etwa zwei Seemeilen zurück und die sechs Kreuzer des 1. Leichten Kreuzergeschwaders unter William Goodenough etwa acht weitere Seemeilen. G 194 lief nach Helgoland zurück und informierte über Funk ihre vorgesetzten Stellen. Den bei Helgoland stehenden Kleinen Kreuzern Stettin und Frauenlob wurde die Verteidigung der Vorpostenlinie befohlen. Sechs weitere Kreuzer sollten so schnell wie möglich die Verteidiger unterstützen. Tyrwhitt befahl vier Zerstörern unter HMS Laurel die Verfolgung der G 194. Der Gefechtslärm führte weitere deutsche Torpedoboote auf das Gefechtsfeld, die zum Teil sofort von britischem Feuer getroffen wurden. Alle versuchten, Helgoland zu erreichen und unter den Schutz der dortigen Batterien zu gelangen, die aber nicht eingriffen, da sie die Boote nicht unterscheiden konnten. Um 8:58 Uhr trafen die Kleinen Kreuzer Stettin und Frauenlob ein und die britischen Zerstörer zogen sich auf ihre Kreuzer Arethusa und Fearless zurück. Ab 9:12 Uhr lief Tyrwhitt nach Westen und traf dabei auf sechs weitere deutsche Torpedoboote. V 187 wurde versenkt, bevor die Stettin eingreifen konnte. Die schwerbeschädigte Arethusa traf um 11:17 Uhr mit der Fearless zusammen, und beide Kreuzer lagen 20 Minuten gestoppt, um notwendige Reparaturen durchzuführen. Die aus der Jade als erste der alarmierten Kreuzer eintreffende Straßburg entdeckte die Arethusa und griff sie mit Artillerie und Torpedos an. Die begleitenden Zerstörer vertrieben die Straßburg mit Torpedoangriffen, wie auch die danach eintreffende Cöln mit Konteradmiral Maass an Bord.
Tyrwhitt bat Admiral Beatty um Verstärkung, der mit Goodenough und dessen verbliebenen vier Kreuzern aufschloss. Um 12:30 Uhr wurde Tyrwhitts Verband vom eintreffenden Kleinen Kreuzer SMS Mainz angegriffen. Erst nach 20 Minuten Gefecht trafen Goodenoughs Kreuzer ein, welche die Mainz in die Flucht schlugen, die drei Zerstörer beschädigt hatte. Die Lydiard erzielte ihrerseits einen Torpedotreffer auf der Mainz.
Von den Zerstörern der 3. Flottille war die viermal getroffene Laertes am schwersten beschädigt. Ein Treffer im Kesselraum hatte zeitweise die Dampfversorgung total unterbrochen und das Boot bewegungsunfähig gemacht. Auch war der mittlere Schornstein zerstört und ein Geschütz außer Gefecht. Die Lapwing der 1. Flottille unter Lieutenant Commander Gye versuchte, sie mitten im Gefecht abzuschleppen. Als die Schlepptrosse brach und die Laertes erneut liegen blieb, rettete das Erscheinen des Schlachtkreuzers Lion den Zerstörer, der nach dem Gefecht wieder etwas Dampf machen konnte, aber von der Fearless eingeschleppt werden musste. Die Laertes hatte zwei Tote und acht Verwundete zu beklagen. Die höchsten Personalverluste hatte die Laurel mit elf Toten und 18 Verwundeten. Auch sie war nicht in der Lage, allein zurückzulaufen, und wurde am Abend durch die Amethyst ins Schlepp genommen. Auf der Liberty waren der Kommandant und weitere sieben Seeleute gefallen und zehn Mann wurden verwundet.

### Gefecht vor Texel
Am frühen Nachmittag des 17. Oktober 1914 stellte der neue Flottillenführer der 3. Flottille Undaunted auf einer Routinepatrouille mit den Zerstörern Lennox, Legion, Loyal und der Lance, die schon an der Versenkung der Königin Luise beteiligt gewesen war, die deutsche 7. Torpedoboots-Halbflottille unter Korvettenkapitän Georg Thiele mit den Torpedobooten S 115, S 117, S 118 und S 119 als Flottillenführer vor Texel. Die deutschen Boote kamen aus Emden und sollten vor der Südküste Englands Minen legen.

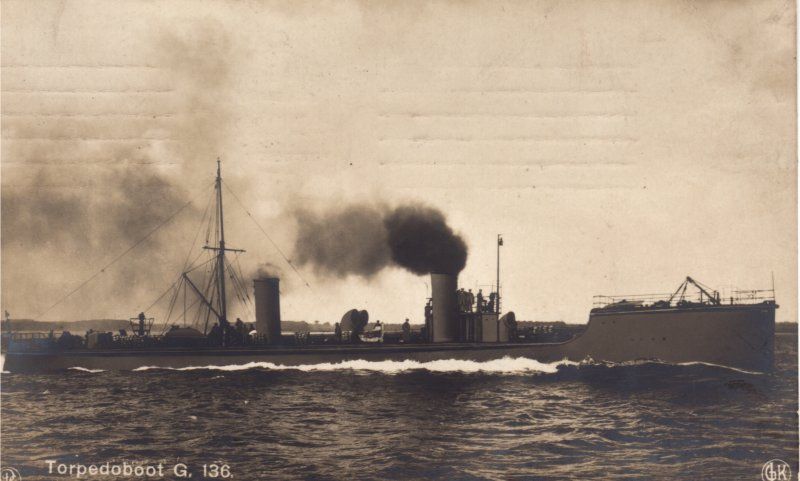
Deutsches Torpedoboot Typ 1898

Die britischen Schiffe waren den deutschen artilleristisch weit überlegen. Zu beiden 152-mm- und sechs 102-mm-Geschützen der Undaunted kamen auf jedem der vier Zerstörer der Laforey-Klasse drei 102-mm-Geschütze. Die vier älteren deutschen Boote vom Typ „Großes Torpedoboot 1898“ hatte nur je drei 5-cm-Kanonen von geringer Reichweite. Ihre stärkste Waffe waren die drei 45-cm-Torpedorohre, für die fünf Torpedos je Boot vorhanden waren. Die deutschen Boote aus dem Jahr 1904 konnten jetzt mit ihren Kolbenmaschinen nur noch etwas über 18 kn (statt ursprünglich 28 kn) erreichen, so dass ihr Fluchtversuch aussichtslos war. Captain Fox hatte seinen Verband geteilt und griff mit der Legion und der Loyal zuerst S 118 an, das um 15:17 Uhr sank, während die beiden anderen Zerstörer S 115 so schwer trafen, dass dieses Boot nicht mehr steuerbar war. Die beiden verbliebenen Torpedoboote versuchen einen Torpedoangriff auf die Undaunted, die den Torpedos ausweichen konnte und ihr Feuer auf die angreifenden Boote konzentrierte. Um 15:30 Uhr sank dann S 117, dem die Legion zuvor das Ruder zerschossen hatte. Um 15:35 Uhr sank auch das Führerboot S 119 im Feuer von Lance und Loyal, nachdem es einen Torpedoangriff auf die Lance durchgeführt hatte. Ein Torpedo traf den Zerstörer mittschiffs, ohne zu explodieren. Das letzte schwimmende, aber manövrierunfähige Boot S 115 wurde von der Lennox geentert, die an Bord nur noch einen Überlebenden vorfand. Danach versenkte die Undaunted um 16:30 Uhr auch dieses Boot. 218 Seeleute starben auf den deutschen Booten. 30 Seeleute wurden von den Briten gefangen genommen, und zwei Seeleute wurden am nächsten Tag von einem neutralen Schiff gerettet. Auf britischer Seite hatten drei Zerstörer unbedeutende Treffer erhalten und vier britische Seeleute wurden verletzt.
Mit der 3. Zerstörerflottille und der Harwich Force waren die Zerstörer der Laforey-Klasse häufig im Einsatz gegen deutsche Flottenvorstöße, wie die Beschießungen von Yarmouth am 3. November und am 16. Dezember von Scarborough, Hartlepool und Whitby durch die deutschen Schlachtkreuzer, und sicherten britische Vorstöße, wie den Luftangriff auf Cuxhaven. Beim Gefecht auf der Doggerbank am 24. Januar 1915 war die Undaunted mit zwölf Zerstörern (Lookout, Lysander, Landrail, Laurel, Liberty, Laertes, Lucifer, Lawford, Lydiard, Louis, Legion und Lark) beteiligt, ohne aktiv in das Gefecht einzugreifen.

### Gefecht an der Noordhinder Bank
Am 1. Mai 1915 meldeten zwei deutsche Seeflugzeuge vier britische Vorpostenboote an der Noordhinder Bank vor der niederländischen Küste. Da eines der Flugzeuge notlanden musste, lief der Chef der Torpedobootflottille Flandern, Hermann Schoemann, mit den Booten A 2 und A 6 (110 t, 20kn, 1 × 5-cm-Geschütz, 2 TR) aus, um die Flugzeugbesatzung zu retten und die Vorpostenboote zu versenken. Gegen 15:00 Uhr griffen die deutschen Boote mit vier Torpedos an, trafen aber nur den bewaffneten Trawler Columbia, der sank und von dem drei Seeleute gerettet werden konnten. Einem anderen Trawler gelang es, A 6 zu rammen, so dass sich die Deutschen zum Rückzug entschlossen. Die inzwischen alarmierte Harwich Force entsandte die vier Zerstörer Laforey, Lawford, Leonidas und Lark. Gegen 17:00 holten die britischen Zerstörer die beiden deutschen Torpedoboote ein und versenkten sie nach etwa einer Stunde auf 51° 42′ N, 3° 0′ O. Neben dem Flottillenchef starben zwölf deutsche Seeleute, 46 wurden gefangen genommen. Mit der Columbia starben 16 britische Seeleute, darunter die drei von den Deutschen anfangs geretteten. Die Zerstörer hatten keine Verluste.

### Erster Verlust im Mittelmeer
Am 31. Oktober 1915 ging das erste Boot der Klasse verloren, als die zum Dardanellenfeldzug abgeordnete Louis in der Bucht von Suvla auf Grund lief und von türkischer Artillerie vernichtet wurde. Die Louis war zusammen mit dem Schwesterschiff Lydiard zu den Dardanellen abgeordnet worden.

### Der Angriff auf Hoyer

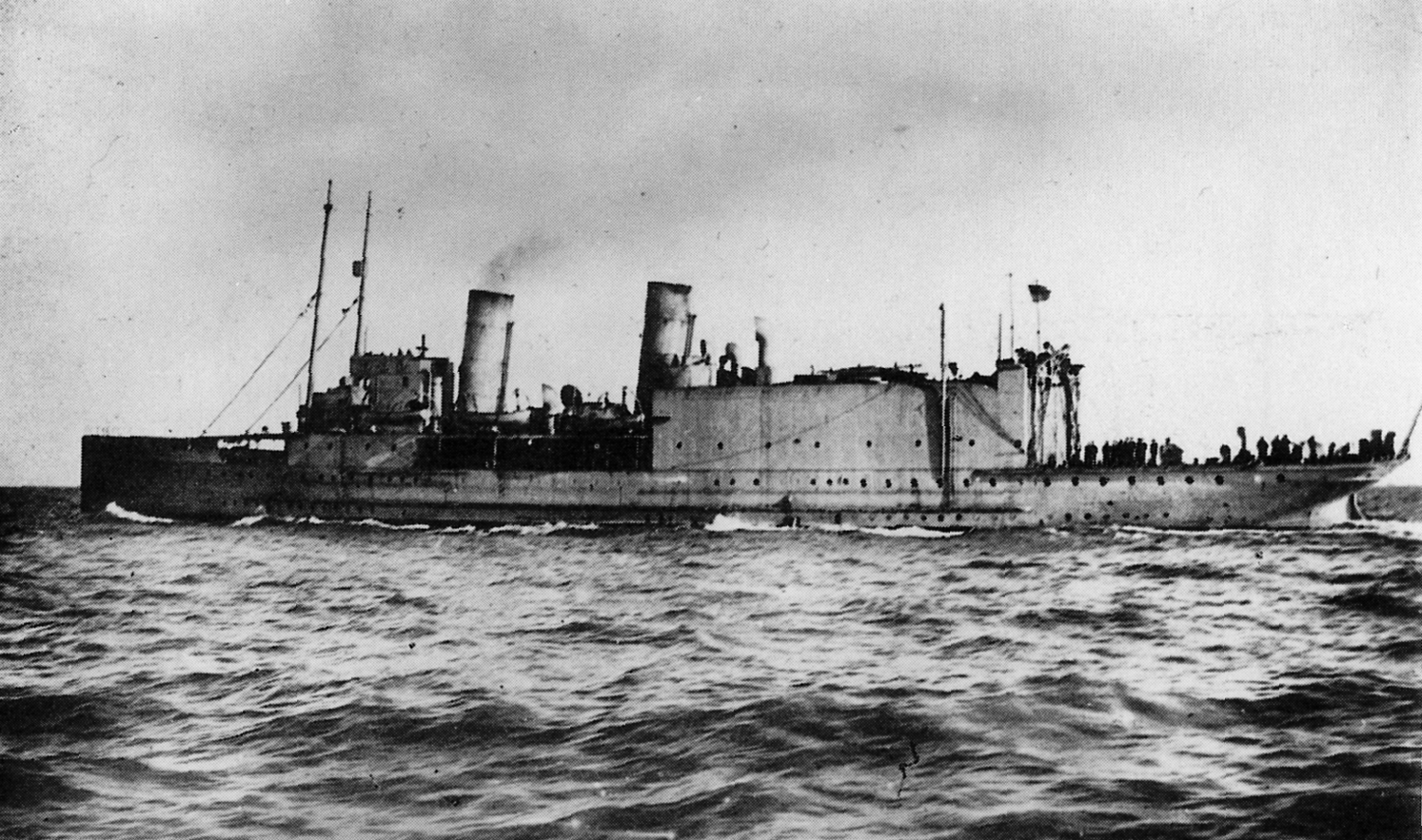
HMS Vindex

Am 24. März 1916 sicherte die Harwich Force einen weiteren Angriff auf eine deutsche Luftschiffbasis, der sich irrtümlich gegen Hoyer, an der Küste Schleswigs hinter Sylt, richtete, wo die Briten die Luftschiffhallen vermuteten, die sich in Tondern befanden. Am 25. März 1916 flogen zwei Sopwith Baby und drei Short 184 von der Vindex einen Angriff auf den Luftschiffhafen. Sie fanden ihr Ziel jedoch nicht; nur zwei Maschinen kehrten zur Vindex zurück. Auf der Suche nach den fehlenden Flugzeugen und deutschen Vorpostenbooten rammte die Laverock nahe List den Zerstörer Medusa, der bei schwerer See nach Abbringen der Besatzung sank.
Auf dem Rückmarsch entdeckte das Flaggschiff Cleopatra das deutsche Torpedoboot G 194, das bei unsichtigen Wetter von nur drei Seemeilen Sicht in den britischen Verband geraten war. Der Kreuzer rammte das deutsche Boot, das in zwei Teile geschnitten wurde und sank. Die Cleopatra geriet durch dieses Manöver direkt vor den Bug der Undaunted, die bei dem Zusammenstoß schwere Schäden erlitt. Sie konnte nur noch 6 kn laufen, ohne einen totalen Zusammenbruch ihrer Schotten zu riskieren, und erreichte erst vier Tage nach der Kollision Seaham Harbour südlich von Sunderland. Die Sicherung der Undaunted durch die Briten und der Versuch der Deutschen, sie zu vernichten, führten auf beiden Seiten zu Flottenbewegungen, die zeitweise die Möglichkeit einer Schlacht zwischen den Flotten eröffneten.

### Weitere Einsätze
Beim erneuten Angriff der deutschen Schlachtkreuzer auf Yarmouth und Lowestoft am 25. April 1916 war die Harwich Force zeitweise im Gefecht mit den deutschen Schiffen. Die Laertes erhielt einen Treffer im Kesselraum. Fünf Seeleute wurden verletzt und nur das mutige Eingreifen des Heizers Ernest Clarke rettete das Boot.
In der Skagerrakschlacht am 31. Mai und 1. Juni 1916 nahmen nur Teile der inzwischen 9. Flottille als Sicherung des 2. Schlachtkreuzergeschwaders mit Lydiard (als Flottillenführer), Landrail, Laurel und Liberty teil.
Am 13. August 1916 ging mit der Lassoo der zweite Zerstörer der Laforey-Klasse durch Minentreffer am Maas-Feuerschiff verloren.
1917 verstärkten die Deutschen ihre Angriffe auf die Versorgung der alliierten Truppen über den Ärmelkanal. Am 17. März 1917 griffen acht deutsche Torpedoboote bei der Dover-Sperre die britischen Zerstörer HMS Paragon und HMS Llewellyn an. Der Llewellyn wurde der Bug nahezu abgerissen, und die Paragon sank nach Torpedotreffer. Am 23. März 1917 hatten die Laforey und ihr Schwesterschiff Laertes etliche Transporter von Folkestone nach Boulogne geleitet. Gegen 16:30 Uhr begannen die beiden Zerstörer allein den Rückmarsch, als sich eine gewaltige Explosion mittschiffs auf der Laforey ereignete. Sie brach in zwei Teile und das Heck sank sofort. Der vordere Teil schwamm noch eine Weile. Dennoch konnte die Laertes nur 18 der 77 Seeleute an Bord retten.
Am 6. Dezember 1917 versenkte die reparierte Llewellyn als erstes Schiff mit Wasserbomben das deutsche U-Boot UC 19 in der Straße von Dover.
Bis zum Kriegsende führten die verbliebenen Zerstörer der Laforey-Klasse Geleitschutzaufgaben durch. Die Legion wurde noch in einen Minenleger umgerüstet und gab dabei das Heckgeschütz und die Torpedorohre von Bord. Zum Schutz der an Deck gelagerten Minen wurden leichte Schutzwände angebracht, auf denen zur Tarnung Geschütz und Torpedorohre gemalt waren.

### Verbleib der Boote
Bei Kriegsende waren elf Boote bei der 4. Zerstörerflottille (Laertes, Lance, Laurel, Laverock, Lennox, Leonidas, Liberty, Lochinvar, Loyal, Lysander, Lookout) in Devonport stationiert, sechs Boote bildeten die „Methil Convoy Flotilla“ (Landrail, Lark, Linnett, Llewellyn, Lydiard, Lysander (?)/Lucifer (?)) und zwei (Lawford, Legion) waren bei der 20. Zerstörer(Minenleger)-Flottille in Immingham. Diese 19 verbliebenen Boote wurden dann zügig ausgesondert und zum Abbruch verkauft.

## Die Boote
- HMS Laforey (ex-Florizel) – gebaut unter der BauNr. 489 bei Fairfield Shipbuilding & Engineering Company[16], Govan, vom Stapel am 28. März 1913, März 1914 in Dienst, nach Minentreffer im Ärmelkanal am 23. März 1917 vor Shoreham-by-Sea gesunken, 59 Tote
- HMS Lawford (ex-Ivanhoe) – gebaut bei Fairfield (BauNr.490)[17], vom Stapel am 30. Oktober 1913, 1003 ts, zum Abbruch verkauft am 24. August 1921 zusammen mit Lookout an Hayes, Porthcawl
- HMS Louis (ex-Talisman) – gebaut bei Fairfield (BauNr.491)[18], vom Stapel am 30. Dezember 1913, 1003 ts, am 31. Oktober 1915 in der Suvla-Bucht aufgelaufen und von türkischer Küstenartillerie zerstört[9]
- HMS Lydiard (ex-Waverley) – gebaut bei Fairfield (BauNr.492)[19], vom Stapel am 26. Februar 1914, 1003 ts, zum Abbruch verkauft am 5. November 1921 nach Granton, Edinburgh zusammen mit Liberty und Lance
- HMS Laurel (ex-Redgauntlet) – gebaut bei J. Samuel White, Cowes, vom Stapel am 6. Mai 1913, 965 ts, zum Abbruch verkauft am 1. November 1921 an Fry, Sunderland
- HMS Liberty (ex-Rosalind) – gebaut bei White, vom Stapel am 15. September 1913, 975 ts, zum Abbruch verkauft am 5. November 1921 nach Granton, Edinburgh
- HMS Lark (ex-Haughty) – gebaut unter der BauNr.1332 bei Yarrow & Company[20], Scotstoun, vom Stapel am 26. Mai 1913, 968 ts, zum Abbruch verkauft am 20. Januar 1923 an Hayes, Porthcawl
- HMS Linnet (ex-Havock) – gebaut bei Yarrow (BauNr.1333)[21], vom Stapel am 16. August 1913, 970 ts, zum Abbruch verkauft am 4. November 1921 an Rees, Llanelly
- HMS Laverock (ex-Hereward) – gebaut bei Yarrow (BauNr.1334)[22], vom Stapel am 19. November 1913, 994 ts, im Oktober 1914 in Dienst, rammt am 25. März 1916 während des ersten Angriffs auf die Luftschiffhallen von Tondern nahe List den Zerstörer HMS Medusa der Medea-Klasse, der anschließend sinkt; zum Abbruch verkauft am 9. Mai 1921 an Ward, Grays
- HMS Landrail (ex-Hotspur) – gebaut bei Yarrow (BauNr.1335), vom Stapel am 7. Februar 1914, 983 ts, im April 1915 Kollision mit dem Kreuzer Undaunted, zum Abbruch verkauft am 1. Dezember 1921 zusammen mit Laertes und Lucifer an Stanlee, Dover
- HMS Laertes (ex-Sarpedon) – gebaut bei Swan, Hunter & Wigham Richardson, Wallsend, vom Stapel am 5. Juni 1913, 982 ts, zum Abbruch verkauft am 1. Dezember 1921 an Stanlee, Dover; auf dem Weg dorthin im Schlepp gestrandet, erst am 8. März 1922 in Dover und bis zum Jahresende abgebrochen
- HMS Lysander (ex-Ulysses) – gebaut bei Swan Hunter, vom Stapel am 18. August 1913, 976 ts, zum Abbruch verkauft am 9. Juni 1922 an Cashmore, Newport
- HMS Llewellyn (ex-Picton) – gebaut unter der BauNr. 511 bei William Beardmore & Company[23], Dalmuir, vom Stapel am 30. Oktober 1913, 996 ts, zum Abbruch verkauft am 10. März 1922
- HMS Lennox (ex-Portia) – gebaut bei Beardmore (BauNr.512)[24], vom Stapel am 17. März 1914, zum Abbruch verkauft am 26. Oktober 1921
- HMS Lassoo (ex-Magic) – gebaut bei Beardmore (BauNr.526), vom Stapel am 24. August 1915, am 13. August 1916 beim Maas-Feuerschiff nach Minentreffer gesunken, 6 Tote
- HMS Lochinvar (ex-Malice) – gebaut bei Beardmore (BauNr.527)[25], vom Stapel am 9. Oktober 1915, 1010 ts, Brown-Curtis-Turbinen, zum Abbruch verkauft am 25. November 1921 zusammen mit Loyal an Hayes, Porthcawl
- HMS Loyal (ex-Orlando) – gebaut bei William Denny & Brothers Limited (BauNr.977)[26], Dumbarton, vom Stapel am 11. November 1913, 996 ts, zum Abbruch verkauft am 25. November 1921 an Hayes, Porthcawl
- HMS Legion (ex-Viola) – gebaut bei Denny (BauNr.978)[27], vom Stapel am 3. Februar 1914, 1072 ts, zum Abbruch verkauft 9. Mai 1921 an Ward, New Holland, Lincolnshire
- HMS Leonidas (ex-Rob Roy) – gebaut bei Parsons Marine Steam Turbine Co., Wallsend (Rumpf bei Palmers, Jarrow, BauNr.832), vom Stapel am 30. Oktober 1913, 986 ts, zum Abbruch verkauft 1921[28]
- HMS Lucifer (ex-Rocket) – gebaut bei Parsons (Rumpf bei Palmers, BauNr.833), vom Stapel am 29. Dezember 1913, 986 ts, zum Abbruch verkauft am 1. Dezember 1921 an Stanlee, Dover[29]
- HMS Lance (ex-Daring) – gebaut bei John I. Thornycroft & Company Limited (BauN°653), Woolston, vom Stapel am 25. Februar 1914, 997 ts, zum Abbruch verkauft am 5. November 1921 nach Granton, Edinburgh
- HMS Lookout (ex-Dragon) – gebaut bei Thornycroft (BauN°654), vom Stapel am 27. April 1914, 1002 ts, zum Abbruch verkauft 24. August 1922 an Hayes, Porthcawl

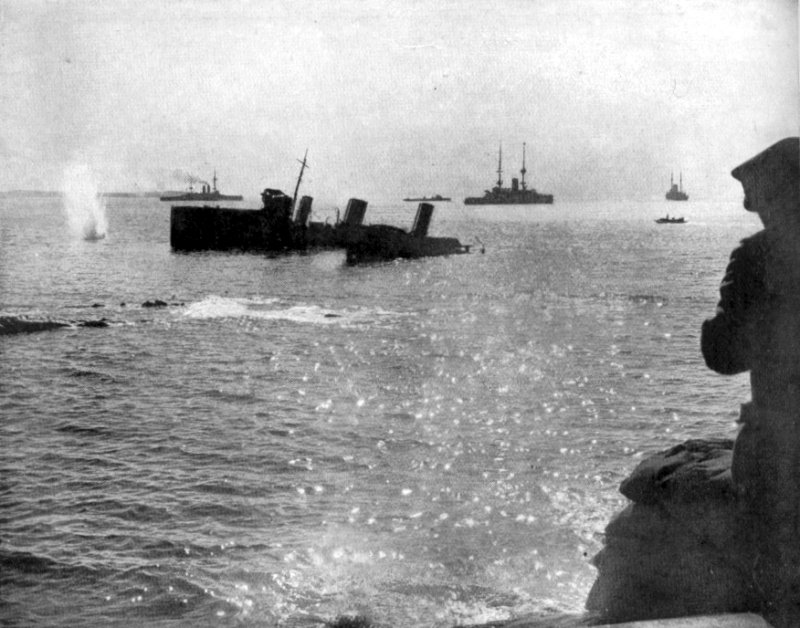
Die in der Suvla Bay gestrandete HMS Louis
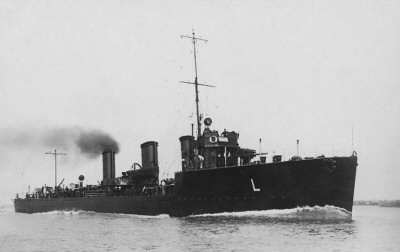
HMS Laertes
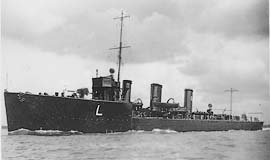
HMS Leonidas
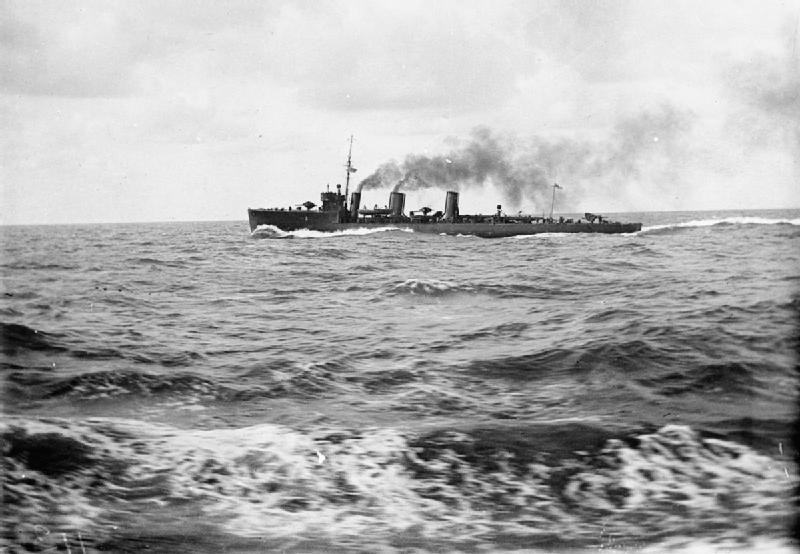
HMS Loyal